# یی دشین
یی دشین (انگلیسی: Yi Dexin؛ زادهٔ ۳ دسامبر ۱۹۶۰) جودوکار اهل چین بود. وی در بازی‌های المپیک تابستانی ۱۹۸۴ شرکت کرده‌است.